# Coup de feu au matin
Pour plus de détails, voir Fiche technique et Distribution.
Coup de feu au matin (titre original : Rough Shoot)est un film d'espionnage américano-britannique réalisé par Robert Parrish, sorti en 1953, avec Joel McCrea, Evelyn Keyes, Herbert Lom et Roland Culver dans les rôles principaux. Il s’agit d’une adaptation du roman Rough Shoot de l’écrivain britannique Geoffrey Household.
Le film suit le lieutenant colonel Robert Taine (Joel McCrea) qui est stationné en Angleterre. Il découvre dans son jardin un rôdeur et pense l’effrayer avec un tir de sommation. Mais le rôdeur tombe sur le coup, raide mort. Pensant être responsable, Taine cache le corps et se retrouve impliqué dans une affaire d’espionnage.

## Synopsis
Un colonel de l'armée américaine, Robert Taine, vivant dans la campagne anglaise, tire sur un homme qu'il prend pour un braconnier sur la propriété louée par Taine dans le Comté de Dorset. L'homme en question est Reimann, qui a été mortellement blessé par le tir mais Robert ignore qu'un espion étranger, Hiart a simultanément tiré sur Reimann. Croyant avoir tué le braconnier, Robert cache le corps sous un arbuste. plus tard, Robert rencontre Hiart et son chauffeur, Diss qui cherchent secretement le corps. La nuit venue, la collègue de Hiart, Magda Hassingham, lui parle de l'incident et le mari ivrogne de Magda, le principal propriétaire foncier de la région, ignore qu'elle est impliquée dans les activités des agents ennemis. Ayant l'intention d'enterrer Reimann le lendemain, Robert découvre que Peter Sandorski, un agent polonais des services secrets britanniques, est sur place. Sandorski lui demande son aide pour une opération secrète visant à déjouer un gang qui cherche à voler des secrets atomiques. Le colonel britannique Cartwright présente Robert et sa femme Cecily ç Randall, un fonctionnaire, qui confirme l'identité et l'histoire de Sandorski et demande à Robert de coopérer avec lui. Lorsque Randall part, Robert avoue à Cecily qu'il a accidentellement tué un homme et elle insiste pour accompagner son mari et Sandorski dans un champ voisin où un agent ennemi est censé faire atterrir un avion. Pendant que Cecily reste dans la voiture, Robert et Sandorski voient Hiart, Magda et leurs assistants installer des balises d'atterrissage.
Lorsqu'il entend que l'agent, identifié comme Lex, ne sera en ville que dans 48 heures, Sandorski décide de le capturer. En déplaçant une balise, l'atterrissage est perturbé, permettant à Sandorski, qui se fait passer pour Hiart, de s'emparer de l'espion. L'agent polonais lance alors des grenades pour qu'ils ne puissent pas être suivis. Pendant que Robert et Cecily se font passer pour les Hassinghams, Sandorski drogue Lex pour qu'il dorme. Le lendemain matin, la police découvre le corps de Reimann. Diss, quant à lui, tente de localiser Lex et apprend par le fils de la gouvernante, Tommy Powell, que Robert et Cecily ont des invités inhabituels. De leur côté, les inspecteurs de police Matthews de Dorchester et Sullivan de Scotland Yard interrogent Robert et prennent une de ses bottes pour la comparer aux empreintes trouvées près du corps de Reimann. Robert insiste pour qu'ils partent tous à Londres, où Lex a une réunion.
Sur les instructions de Robert, Mme Powell contacte Randall pour lui demander de rappeler Scotland Yard. Hiart poursuit Robert, Cecily, Sandorski et Lex qui arrivent à une gare où Randall entre en contact avec Cecily, qui admet que son mari a tué Reimann. Dans le train pour Londres, Cecily s'empare de la mallette de Lex pendant qu'il dort. À la gare, Hiart parvient à alerter Lex, qui s'échappe mais le lendemain, au musée de cire de Madame Tussaud, Randall et Sandorski arrêtent Lex après qu'il a remis une enveloppe à un espion non identifié. Lex et l'espion sont arrêtés et Hiart et Diss s'enfuient, tandis que Sandorski tire sur Diss lors d'une poursuite dans une cage d'escalier. Hiart est tué lorsqu'il ouvre la mallette de Lex, qui déclenche une explosion. Randall révèle ensuite à Robert et Cecily que Lex, un scientifique, a été amené en Angleterre pour interpréter des rapports volés sur les essais d'armes atomiques britanniques en Australie. Lui et Sullivan informent ensuite à Robert soulagé que c'est Hiart qui a tué Reimann. 
Avant de partir définitivement, Sandorski prévient Cecily que tout futur comportement étrange de son mari pourrait être lié à de l'espionnage.

## Fiche technique
- Titre : Coup de feu au matin
- Titre original : Rough Shoot ou Shoot First
- Réalisation : Robert Parrish
- Assistant réalisateur : Max Varnel (en)
- Scénario : Eric Ambler d'après le roman éponyme de Geoffrey Household
- Production : Raymond Stross
- Société de production : Raymond Stross Productions
- Musique : Hans May
- Photographie : Stanley Pavey (en)
- Direction artistique : Ivan King
- Montage : Russell Lloyd
- Pays d'origine :  Royaume-Uni |  États-Unis
- Langue : Anglais
- Format : Noir et blanc — 35 mm — 1,37:1 — Son : Mono
- Genre : Film d'aventure, espionnage, thriller
- Durée : 88 minutes
- Dates de sortie :
  -  États-Unis 15 mai 1953
  -  France 10 juillet 1953

## Distribution
- Joel McCrea : Lt. Col. Robert Tanie
- Evelyn Keyes : Cecily Paine
- Herbert Lom : Sandorski
- Roland Culver : Randall
- Marius Goring : Hiart
- Frank Lawton : Hassingham
- Patricia Laffan : Magda
- Cyril Raymond : Cartwright
- Karel Stepanek : Diss
- Jack McNaughton : Inspecteur Matthews
- Clement McCallin (en) : Inspecteur Sullivan
- David Hurst (en) : Lex
- Denis Lehrer : Reimann
- Laurence Naismith : Blossom
- Megs Jenkins : Mrs. Powell
- Robert Dickens : Tommy
- Arnold Bell (en) : Sergent Baines
- Ellis Irving (en) : Wharton
- Joan Hickson : Présentateur radio
- Powys Thomas : un ambulancier (non-crédité)

## Autour du film
- Il s’agit de la première collaboration entre le scénariste Eric Ambler et le réalisateur Robert Parrish. Les deux hommes se retrouveront sur le tournage du film de guerre La Flamme pourpre (The Purple Plain) en 1954.